# 马克兰丁
马克兰丁（德語：Mark Landin，發音：[maʁk ˈlandɪn]）是德国勃兰登堡州乌克马克县曾经的一个市镇，面积45.41平方千米，2019年9月30日人口为993人。2022年4月19日，马克兰丁与另外2个市镇并入市镇奥得河畔施韦特。